# Pajemus Njakajaure
Pajemus Njakajaure är en sjö i Kiruna kommun i Lappland och ingår i Torneälvens huvudavrinningsområde. Sjön har en area på 0,155 kvadratkilometer och ligger 564,1 meter över havet. Pajemus Njakajaure ligger i Torneträsk-Soppero fjällurskog Natura 2000-område.

## Delavrinningsområde
Pajemus Njakajaure ingår i det delavrinningsområde (758688-168009) som SMHI kallar för Mynnar i Koojärvi. Medelhöjden är 496 meter över havet och ytan är 23,19 kvadratkilometer. Det finns inga avrinningsområden uppströms utan avrinningsområdet är högsta punkten. Kuoikaljåkka som avvattnar avrinningsområdet har biflödesordning 3, vilket innebär att vattnet flödar genom totalt 3 vattendrag innan det når havet efter 450 kilometer. Avrinningsområdet består mestadels av skog (90 procent). Avrinningsområdet har 0,85 kvadratkilometer vattenytor vilket ger det en sjöprocent på 3,6 procent.